# Hermann Rippel
Hermann Rippel (* 14. Juli 1915 in Wien; † 22. April 2006) war ein österreichischer reformierter Pfarrer. Er war von 1969 bis 1976 österreichischer Militärsuperintendent.
Hermann Rippel war von 1937 bis 1955 als Beamter in der Wiener Stadtverwaltung tätig. Daneben studierte er Evangelische Theologie an der Universität Wien. Sein Vikariat absolvierte er an der Zwinglikirche. Rippel war von 1956 bis 1963 Pfarrer an der Reformierten Stadtkirche. Der spätere reformierte Landessuperintendent Peter Karner war von 1961 bis 1963 bei ihm Lehrvikar. In den 1950er Jahren wirkte Rippel zudem als Rundfunkpfarrer beim ORF. Er wurde 1963 Militärpfarrer beim Bundesheer und übernahm 1968 die provisorische Leitung des Evangelischen Militärseelsorgeamts. Am 4. November 1969 ernannte ihn der Oberkirchenrat A. u. H. B. zum Militärsuperintendenten. Rippel ging am 30. Juni 1976 ging er in den Ruhestand.
Hermann Rippel wurde 1972 mit dem Goldenen Ehrenzeichen für Verdienste um die Republik Österreich ausgezeichnet.